# Lithophyllum mgarrense
Lithophyllum  mgarrense Bosence, 1983  é o nome botânico  de uma espécie de algas vermelhas pluricelulares do gênero Lithophyllum, família Corallinaceae.
- São algas marinhas encontradas em Malta.

## Sinonímia
- Não apresenta sinônimos.